# Конголезское движение за демократию и всеобщее развитие
Конголезское движение за демократию и всеобщее развитие (КДДВР; фр. Mouvement congolais pour la démocratie et le développement intégral; англ. Congolese Movement for Democracy and Integral Development) — либеральная политическая партия в Республике Конго, возглавляемая Бернаром Колеласом до его смерти в 2009 году.После этого партией руководил его сын, Ги Брис Парфе Колелас, до своей смерти в 2021 году. КДДВР является партией-наблюдателем Либерального интернационала.

## История
Партию совместно основали Колелас и известный романист и писатель Сони Лабу Танси. Устав партии был зарегистрирован в Министерстве Внутренних Дел 3 августа 1989 года. Колелас выдвигался кандидатом от КДДВР на президентских выборах в августе 1992 года, где занял второе место, уступив Паскалю Лиссуба от Панафриканского союза за социал-демократию. В это время одним из членов партии был министр иностранных дел Жан-Блез Кололо.
Депутат Национального собрания от КДДВР Дидье Сенга покинул партию в апреле 1995 года и создал новую партию, Партию единства труда и прогресса, в мае 1995 года. Новая партия заявила, что КДДВР отказалась от своих принципов и что Колелас контролировал КДДВР авторитарным образом; в свою очередь, Колелас назвал Сенгу преступником,  заявив, что он виновен в мошенничестве.
24 апреля 2007 года КДДВР и Конголезская партия труда, под председательством Дени Сассу-Нгессо, заключили соглашение о создании альянса на парламентских выборах 2007 года и последующих местных, сенатских и президентских выборах. В результате партия выиграла 11 из 137 мест в Национальном собрании на парламентских выборах, которые проходили 24 июня и 5 августа 2007 года.
На первом съезде КДДВР в Браззавиле 24-25 мая 2008 года Ги Брис Парфе Колелас, сын Бернарда Колеласа, был назначен координатором Национального исполнительного бюро и национальным секретарем по стратегиям развития. Это привело к тому, что он считался вторым по статусу членом партии после своего отца. Однако на тот момент его отец был пожилым и его здоровье явно ухудшалось, он не смог даже произнести заключительную речь на конвенции. В результате, сын стал фактическим лидером КДДВР и позиционирован для замены своего отца в будущем.
3 ноября 2009 года умер Бернар Колелас в возрасте 76 лет. После его смерти возник вопрос о том, кто займет место лидера Конголезского движения за демократию и всеобщего развития. Хотя Брис Парфе Колелас считался фаворитом, некоторые члены партии высказывали поддержку более старшему политику Бернару Тчибамбелелу. В итоге Исполнительное бюро партии решило, что Брис Парфе Колелас будет исполнять обязанности временного лидера и координатора Исполнительного бюро до проведения съезда, который за 20 лет существования не был проведен под руководством Бернара Колеласа.
В июне 2014 года Ги Брис Парфе Колелас выступал перед сторонниками КДДВР и критиковал Конголезскую партию труда, союзника его партии, за неисполнение обещаний о назначении на различные должности, такие как «послы, префекты, мэры и многие другие», которые были обещаны КДДВР. Несмотря на это, он подчеркнул, что не собирается разрушать союз, который был «подписан кровью наших предков».
22 марта 2021 года Ги Брис Парфе Колелас скончался в возрасте 61 года после того, как заразился COVID-19.

## Примечание
1. 1 2  Parlement - Bernard Bakana Kolélas décédé ce 13 novembre à Paris. web.archive.org (26 марта 2012). Дата обращения: 3 мая 2023. Архивировано 26 марта 2012 года.
2. ↑  Congo’s opposition candidate dies a day after elections (англ.). www.aljazeera.com. Дата обращения: 3 мая 2023. Архивировано 30 марта 2021 года.
3. ↑  www.liberal-international.org. web.archive.org (5 июля 2014). Дата обращения: 3 мая 2023. Архивировано из оригинала 5 июля 2014 года.
4. ↑  Патрис Йенго. Гражданская война Конго-Браззавиль, 1993–2002.. — Karthala Editions, 2006. — С. 62.
5. ↑  Rémy Bazenguissa-Ganga, Les voies du politique au Congo: essai de sociologie historique (1997), Karthala Editions, page 399  (фр.).
6. 1 2 3  Джон Ф. Кларк. Конго: переходный период и борьба за консолидацию. — Джон Ф. Кларк и Дэвид Э. Гардинье, 1997. — С. 76.
7. 1 2 3  Политические партии мира. — Богдан Шайковский, 2005. — С. 140.
8. ↑  People's Daily Online -- Republic of Congo's parties in political alliance. web.archive.org (6 июня 2011). Дата обращения: 3 мая 2023. Архивировано 6 июня 2011 года.
9. ↑  Le MCDDI et le PCT de nouveau alliés pour gouverner ensemble. web.archive.org (8 июля 2011). Дата обращения: 3 мая 2023. Архивировано 8 июля 2011 года.
10. ↑  République du Congo : suivez tous les jours l’actualité du pays – Dénis Sassou Nguesso – infos en temps réel – Jeune Afrique (неопр.). JeuneAfrique.com. Дата обращения: 3 мая 2023. Архивировано 3 мая 2023 года.
11. ↑  Жоэль Нсони. Guy Brice Parfait Kolélas, numéro deux du parti (фр.) // La Semaine Africaine : газета. — 2008. — 3 juin (no 2796).
12. ↑  Le Mouvement congolais pour la démocratie et le développement intégral au centre de tous les regards. web.archive.org (26 марта 2012). Дата обращения: 3 мая 2023. Архивировано 26 марта 2012 года.
13. ↑  Les membres du bureau exécutif du MCDDI unanimes sur la tenue du congrès. web.archive.org (26 марта 2012). Дата обращения: 3 мая 2023. Архивировано 26 марта 2012 года.
14. ↑  Vie des partis : le MCDDI dénonce son alliance avec le PCT | adiac-congo.com : toute l'actualité du Bassin du Congo. www.adiac-congo.com. Дата обращения: 3 мая 2023. Архивировано 3 мая 2023 года.
15. ↑  Congo-Brazzaville: Guy-Brice Parfait Kolélas dies from Covid on poll day. BBC News. 21 марта 2021. Архивировано 3 мая 2023. Дата обращения: 3 мая 2023.